# Berlin-Lübecker Maschinenfabriken

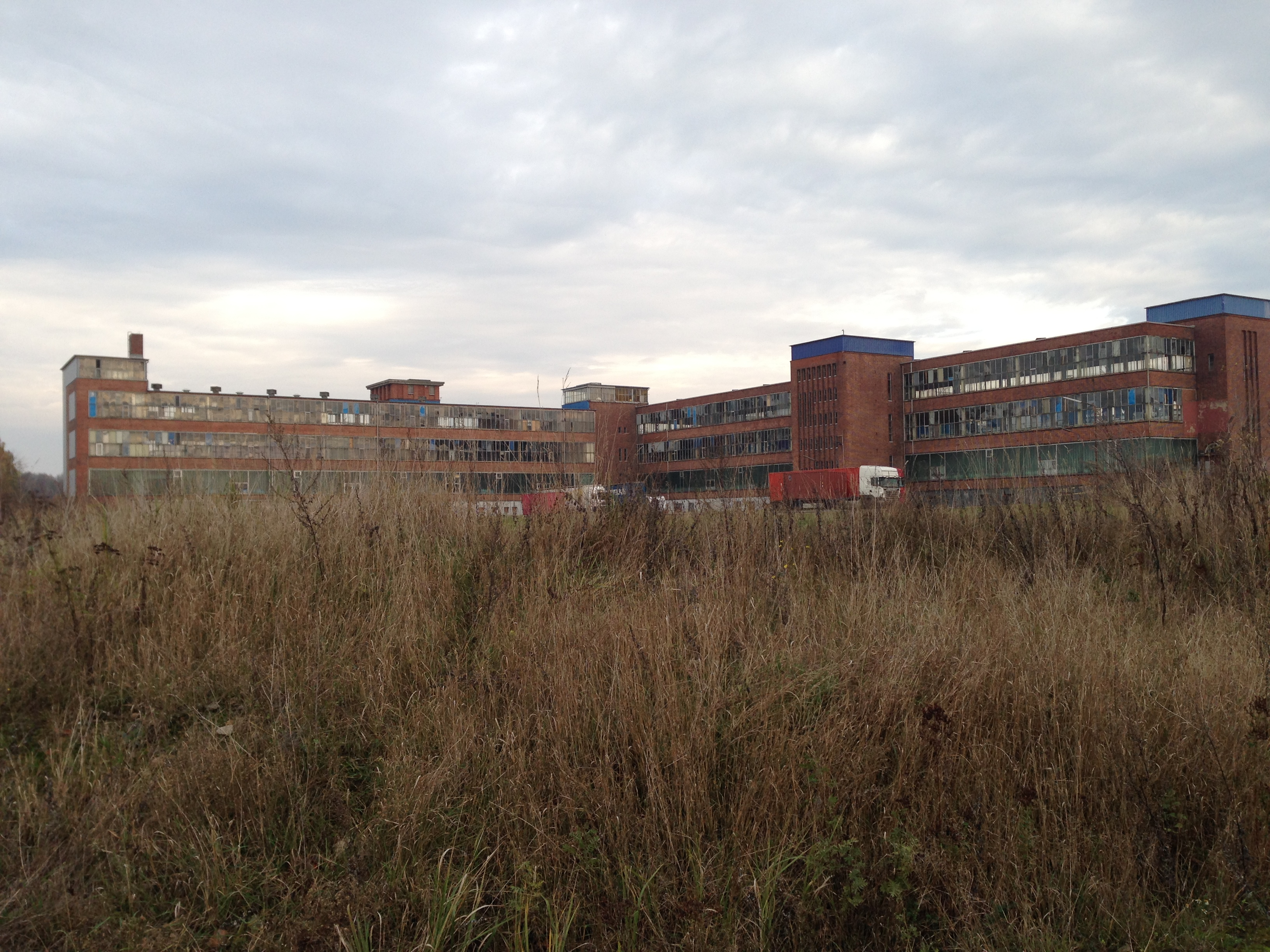
Ehemaliges Werksgebäude (Zustand 2014)

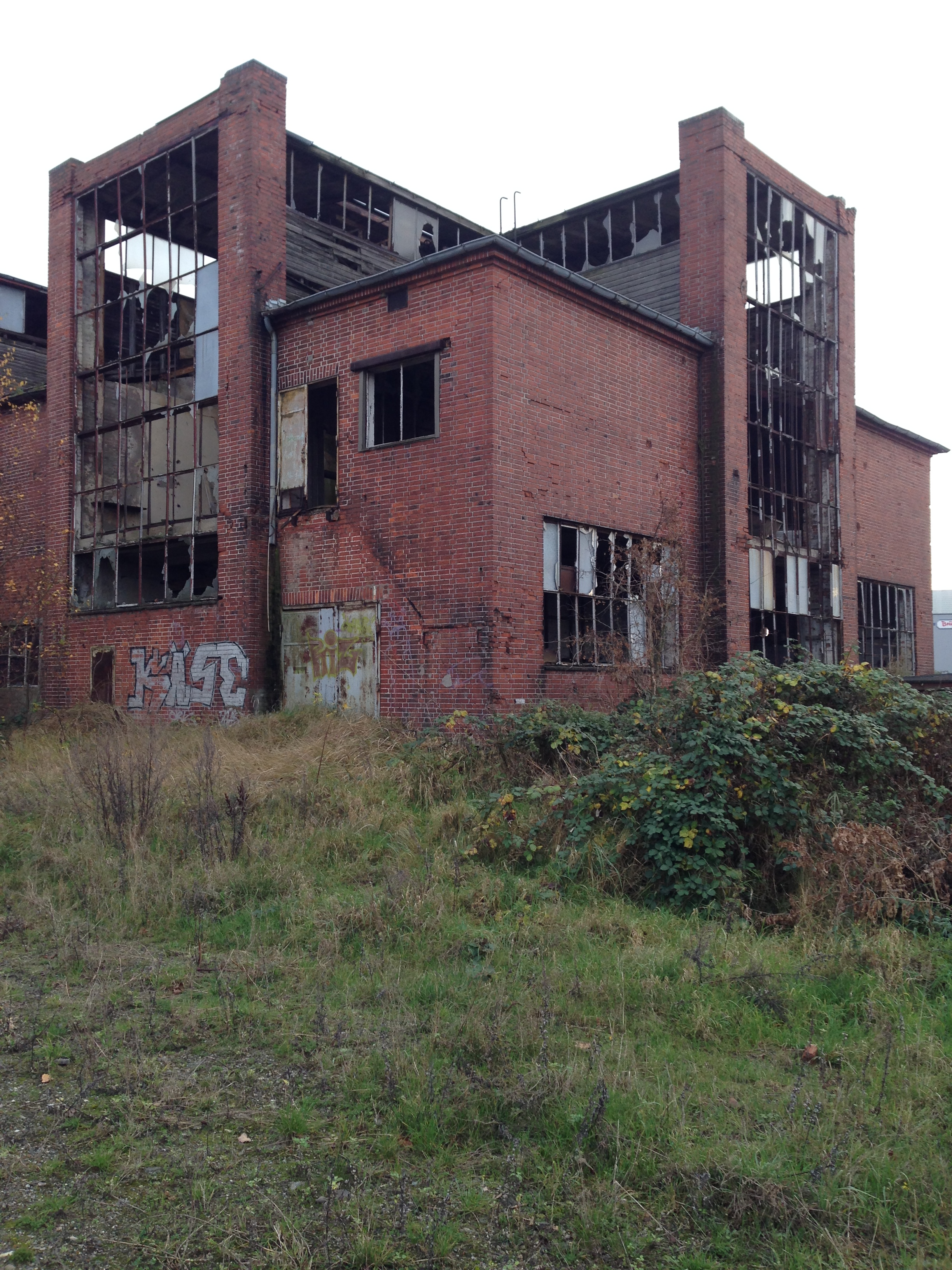
Fabrikruine, gesehen vom Ufer der Trave (2014)

Die Berlin-Lübecker Maschinenfabriken (BLM), vollständig Berlin-Lübecker Maschinenfabriken Bernhard Berghaus waren ein deutsches metallverarbeitendes Unternehmen in der Rüstungsindustrie.

## Geschichte
Das Unternehmen wurde 1934 von Bernhard Berghaus gegründet. Die Stadt Lübeck, die ein starkes Interesse an der Ansiedlung von Industrie hatte, überließ das Gelände nördlich der ehemaligen Staatswerft am Ostufer der Trave, dazu kam das Werksgelände der ehemaligen Drahtstiftfabrik Kühl & Co. mit dem charakteristischen Wasserturm. Nach alliierten Recherchen nach dem Krieg stammte ein großer Teil des benötigten Kapitals aus einem geheimen, nicht rückzahlbaren Kredit von etwa 1 Million Reichsmark des Heereswaffenamtes. Von der Stadt Lübeck kamen das Gelände und ebenfalls Geld. In kurzer Zeit entstanden am Glashüttenweg, der 1936 zur Erinnerung an den kurz zuvor verstorbenen Staatsrat Curt Christian Helm in Curt-Helm-Straße umbenannt wurde, umfangreiche großzügige neue Werksanlagen für die Maschinenfabrik sowie für das mit ihr verbundene Stahlbauunternehmen Hannemann & Co., das ebenfalls Berghaus gehörte. Kaufmännischer Geschäftsführer wurde Herbert Dullien, zuvor stellvertretender Bevollmächtigter Lübecks beim Reichsrat. Technischer Direktor und Betriebsführer war zunächst Hans Oskar Sperling, ab 1943 Hugo Wedeking. Das Unternehmen erhielt die Auszeichnung als Nationalsozialistischer Musterbetrieb.
Die Pläne für die monumentalen Werksbauten stammten von dem auf Industriebauten spezialisierten Architekten Heinrich Bärsch (1899–1971), der auch das Opelwerk Brandenburg plante. Die Gebäude aus Stahlbeton mit Klinkerverkleidung und großen Fensterflächen sind im Stil des Neuen Bauens gehalten.
Die Produktpalette der BLM umfasste vor allem Infanteriegewehre, die ab Herbst 1935 im Auftrag des Heereswaffenamts hergestellt wurden, sowie Handfeuerwaffen, Munition bis 2 cm und feinmechanisches Kriegsgerät. Zusammen mit den benachbarten Rüstungsunternehmen Leichtkonstruktionen Lübeck, einem Zulieferwerk der Norddeutschen Dornier-Werke, das das Gelände der 1934 insolvent gewordenen Schiffswerft von Henry Koch übernommen hatte, der Munitionsfabrik Maschinen für Massenverpackung (MfM) und dem Zweigwerk der Deutschen Waffen- und Munitionsfabriken des Unternehmers Günther Quandt im Lauerholz lieferten die Produkte der BLM wichtige Komponenten der Aufrüstung der Wehrmacht.
Im Jahr 1939 beschäftigte das Unternehmen etwa 2000 Arbeitskräfte, während des Zweiten Weltkriegs stieg die Zahl zeitweise auf über 5000 an. Darunter befanden sich rund 1300 Zwangsarbeiter.

### Fremd- und Zwangsarbeiter
Als im August 1944 aus Anlass eines Luftangriffs die Betriebsstärke festgestellt wurde, hatte die BLM eine Gesamtbelegschaft von 3809 Menschen, darunter 1931 deutsche Männer, 539 deutsche Frauen, 467 ausländische Frauen, 752 ausländische Männer sowie (völkerrechtswidrig) 120 Kriegsgefangene. Die ausländischen Arbeitskräfte kamen aus den besetzten Gebieten West- und Osteuropas und waren insbesondere in Osteuropa unter Zwang rekrutiert worden. Die BLM unterhielt ein eigenes Gemeinschaftslager am Glashüttenweg. Es bestand aus zwei Teilen, einem Teil für Westarbeiter aus Frankreich, Belgien und den Niederlanden und einem Teil für Ostarbeiter aus Polen, der Ukraine und Russland. Da waren 800 Russen und Polen und 400 Holländer, Belgier und Franzosen. Eine andere Aufstellung listet 10 Wohnbaracken / BLM: 1196 ausländische Zwangsarbeiter; 595 „Ostarbeiter“ (Frauen und Männer), 154 Polen, 118 Franzosen, 218 Niederländer, 57 Italiener, 21 Letten, 17 Ukrainer, 11 Belgier, 4 Tschechen, 1 Spanier. Am 2. Februar 1945 waren bei der BLM 1388 Zwangsarbeiter tätig, 644 Männer und 744 Frauen. 60 der Männer waren Kriegsgefangene. Die Behandlung der Zwangsarbeiter war sehr schlecht; Misshandlungen waren so gravierend, dass nach Aussage von Emil Bannemann sich sogar Funktionäre der Deutschen Arbeitsfront zum Einspruch veranlasst sahen.

### Luftangriff
Am 25. August 1944 griffen um die Mittagszeit 81 B-24-Bomber der Eighth Air Force das Industriegebiet an der unteren Trave an. Die Produktionsstätten von Dornier, BLM und Hannemann & Co. wurden erheblich beschädigt, ebenso Wohnbaracken. Bei der BLM und Hannemann & Co. wurden 49 Personen getötet, 39 Personen schwer verletzt und 49 Personen leicht verletzt. Dennoch konnte der Betrieb weitergehen; am 27. August 1944 gab es nur noch 20 % Produktionsstörung. Insgesamt starben bei dem Angriff 110 Menschen, darunter 39 Zwangsarbeiter.

### Nach Kriegsende
Mit der Besetzung Lübecks durch die britische Armee am 2. Mai 1945 endete die Waffenproduktion.
Im Sommer 1945 erhielt das Unternehmen von der britischen Militärregierung die Genehmigung zur friedensmäßigen Produktion von elektrischen Eisenbahneinrichtungen und medizinischen Geräten. Im Januar 1946 wurde das Werk jedoch geschlossen und alle Eigentumswerte beschlagnahmt. In der Folgezeit wurden sämtliche Werkzeugmaschinen sowie alle übrigen für eine Fabrikation erforderlichen Einrichtungen demontiert; erst im April 1951 konnte das Werk die Produktion wieder aufnehmen.
Hannemann & Co. stellten nach dem Krieg Behälter für Güterwagen her und waren am Bau der Herrenbrücke beteiligt.

## Produkte

### Karabiner 98

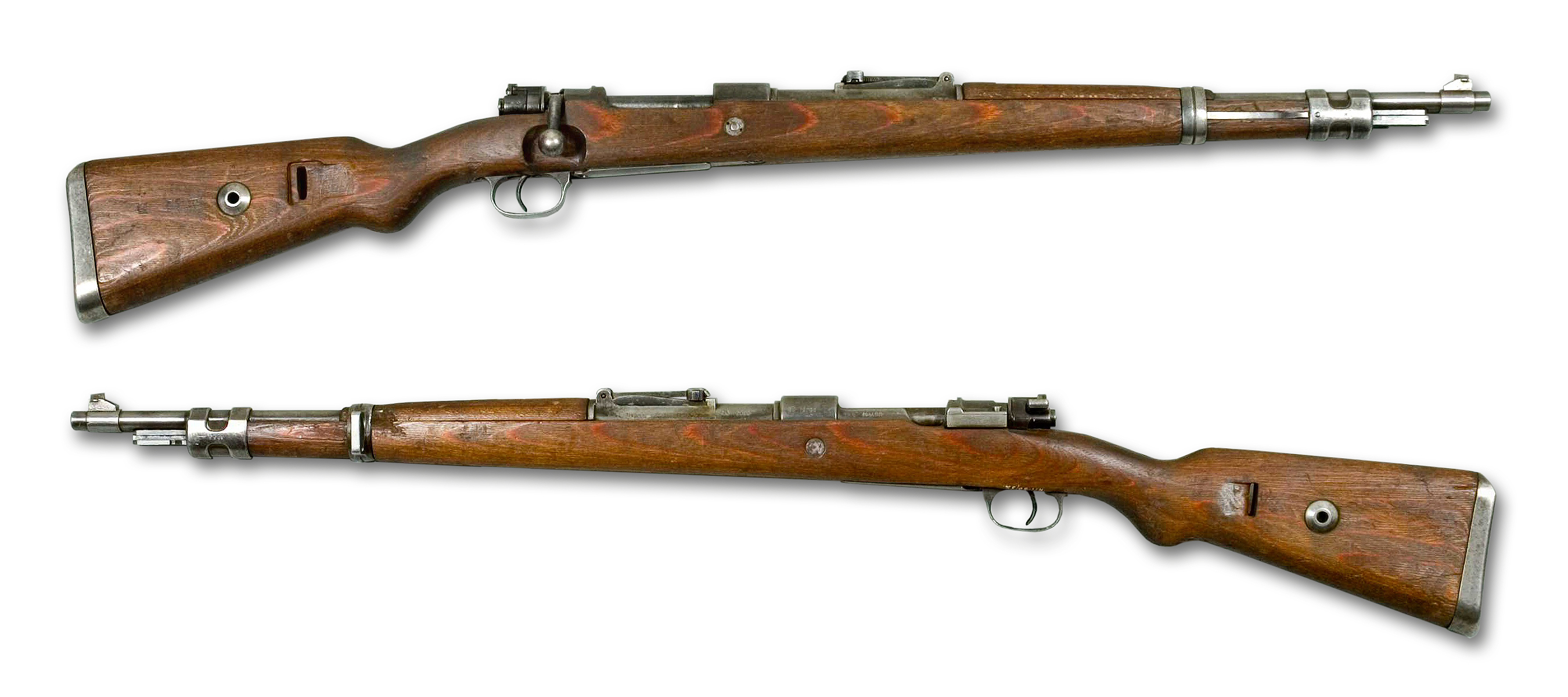
K 98

Im Herbst 1935 erhielt die BLM ihren ersten großen Auftrag vom Heereswaffenamt zur Herstellung des Karabiner 98k, dem neuen Standardgewehr der Wehrmacht, das auf dem Mauser Modell 98 beruhte. Um die Identität der Hersteller zu verschleiern, wurden die Gewehre mit einem Code und nicht mit Unternehmensstempeln markiert. Die von der BLM produzierten Karabiner 98k trugen den Code S/237, 237 und später duv sowie meistens den Heereswaffenamts-Prüfstempel (WaA)214.

### Gewehr 41

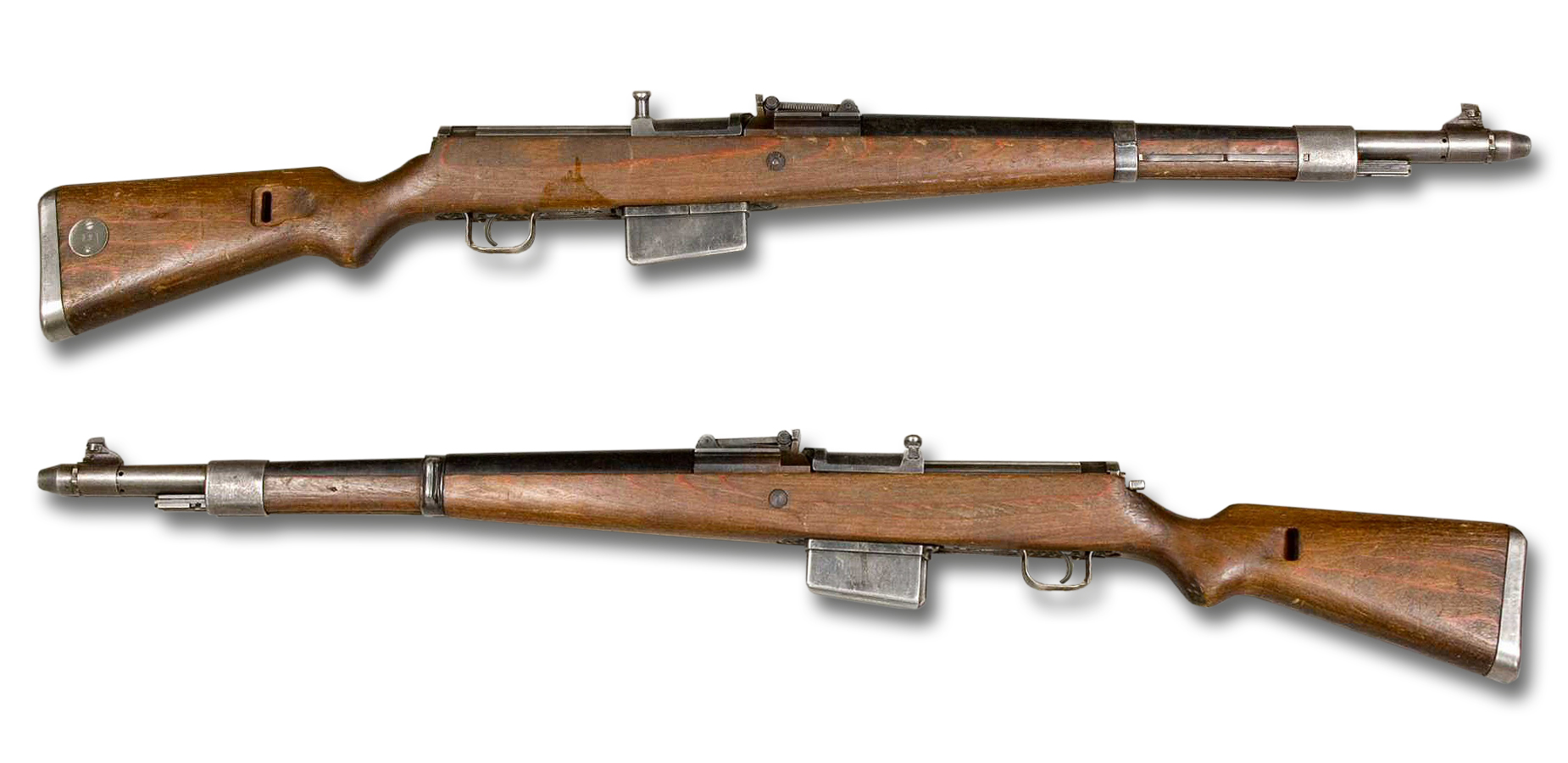
G 41

Im Dezember 1942 erfolgte die Produktionsumstellung vom Karabiner 98k auf das halbautomatische Gewehr 41, um den von der Roten Armee verwendeten Selbstladegewehren des Typs Tokarew SWT-38 bzw. Tokarew SWT-40 etwas Gleichwertiges entgegenzusetzen. BLM produzierte die von Walther entwickelte Version und wurde die zweitgrößte Produktionsstätte des K 43. Die in Lübeck hergestellten Exemplare tragen den Hersteller-Code duv sowie den Heereswaffenamt-Prüfstempel WaA214. Auf dem Hintergrund der Erfahrungen mit diesem Modell und seinen Mängeln wurde im folgenden Jahr das Gewehr 43 entwickelt.

### Gewehr 43

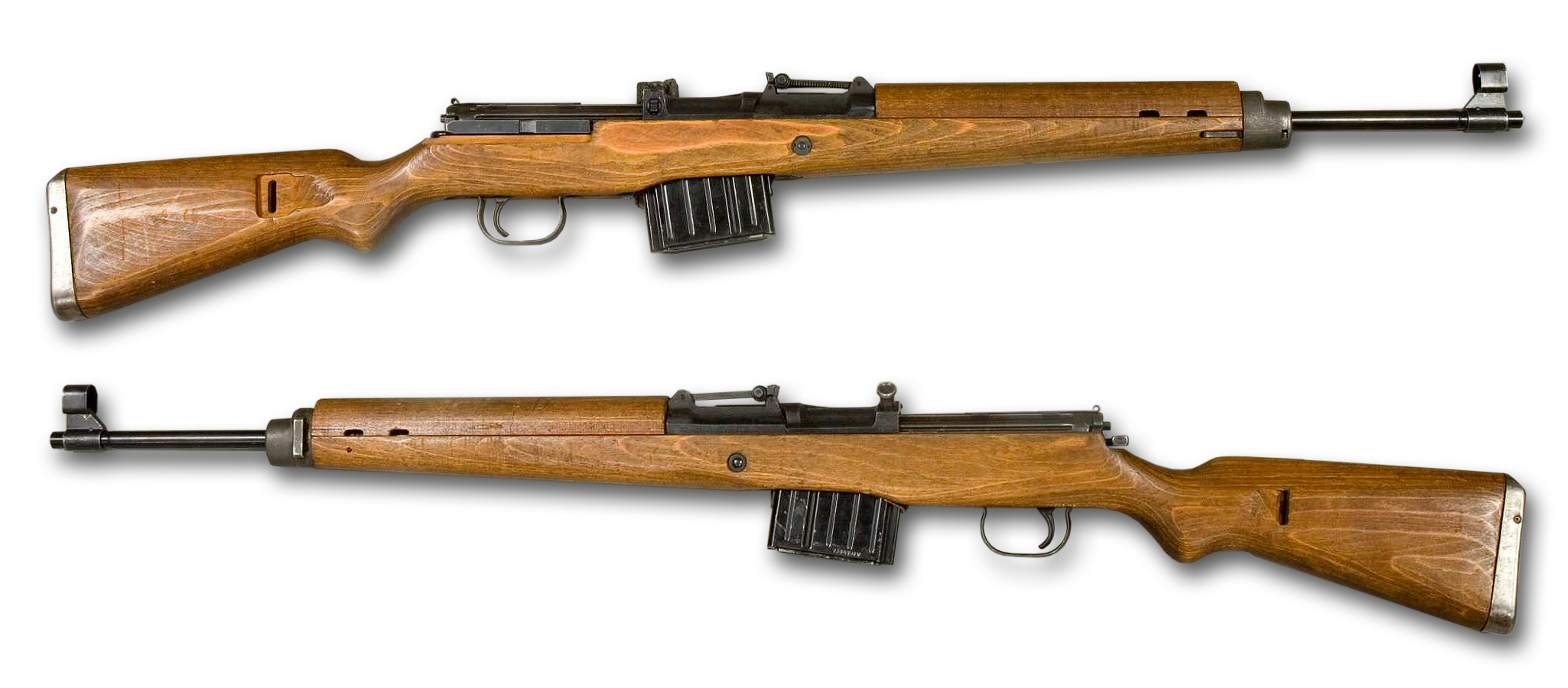
G 43

1944/1945 stellte BLM das halbautomatische Gewehr 43 her; dabei wurden die Hersteller-Codes duv und qve verwendet.

### Volkssturmgewehr
Ab dem Winter 1944/1945 beteiligte sich die BLM an der Herstellung des Volkssturmgewehrs VG1. Als Herstellerkennzeichen wurde der Buchstabencode qve auf den Waffen angebracht.

### Zielfernrohre und Ausrüstung
Von 1941 bis 1944 wurden in Lübeck alle Halterungen für das Zielfernrohr Zf-41 hergestellt, mit dem die Scharfschützenversionen des G 41 ausgestattet waren. 1944/1945 waren die BLM einer von zwei Herstellern der Halterung für das ZF4-Zielfernrohr.
Die BLM lieferten verschiedene Waffenteile, die anhand des Herstellercodes duv identifiziert werden können. In kleinerem Rahmen stellte das Unternehmen auch Signalpistolen (Leuchtpistole 42) und Teile für das MG 34 her.

### U-Boot-Teile
Der Betriebsteil Hannemann & Co. gehörte zu den Unternehmen, die am Bau der U-Boote vom Typ XXI beteiligt waren. In Lübeck wurde die Sektion 1 (Heck mit Heckraum, Steueranlage und Werkstatt) gefertigt.

## Forschung und Entwicklung
Die Entwicklungsabteilung der BLM entwickelte selbst keine Waffen, sondern strebte danach, den Produktionsablauf zu optimieren. So war sie für Entwicklung und Produktion einer automatischen Laufrichtmaschine verantwortlich.
Ebenso wurde hier eine Maschine entwickelt, in der Gewehrläufe im Kalthämmerverfahren produziert werden konnten.

## BLM-Siedlung
Auf Ackerflächen in Israelsdorf plante die BLM den Bau einer großen Werkssiedlung, die sich zwischen den heutigen Straßen Eichenweg, Gothmunder Weg, Wilhelm-Wisser-Weg und Fährbergweg erstrecken sollte. Von den geplanten mehreren hundert Ein-, Zwei- und Vierfamilienhäusern kam kriegsbedingt Anfang 1940 nur ein gutes Dutzend Häuser entlang der neu angelegten Straßen Wilhelm-Wisser-Weg (Hausnummern 26–36) und Fährbergweg zur Ausführung. Die Planung der Häuser in Backstein-Mauerwerk und Heimatschutzarchitektur übernahm der Architekt Alfred Schulze; mit der Gestaltung der Grünanlagen und Hausgärten wurde der Gartenarchitekt Harry Maasz beauftragt.